# Cerebrotendinöse Xanthomatose
Die cerebrotendinöse Xanthomatose oder zerebrotendinöse Xanthomatose (Abkürzung CTX) ist eine seltene, autosomal-rezessiv vererbte Stoffwechselerkrankung. Sie gehört zur Gruppe der Leukodystrophien. Die Erstbeschreibung erfolgte 1937 durch van Bogaert, Epstein und Scherer, weshalb sie auch als  Van-Bogaert-Scherer-Epstein-Syndrom bezeichnet wird.

## Ursache und Genetik
CTX wird durch eine Mutation des Sterol-27-Hydroxylase-Gens (CYP27A1), welches auf dem Chromosom 2q35-qter liegt, verursacht. Der Vererbungsgang ist autosomal-rezessiv. Die Sterol-27-Hydroxylase ist das geschwindigkeitsbestimmende Enzym des Gallensäurenstoffwechsels, ihr Defekt führt zu erhöhten Konzentrationen von Cholestanol und anderen Zwischenprodukten der Gallensäuresynthese in Plasma und Geweben und zur vermehrten Ausscheidung von Gallenalkoholen im Urin.

## Eigenschaften
Die Krankheit manifestiert sich gelegentlich schon bei Neugeborenen in einer Cholestase bzw. bei Säuglingen in chronischem Durchfall, und bei vielen Patienten entwickelt sich eine bilaterale juvenile Katarakt. Unbehandelt treten bei den meisten Betroffenen im zweiten und dritten Lebensjahrzehnt Xanthome an der Achillessehne und an anderen Sehnen auf, und es entwickeln sich progrediente, teilweise schwere neurologische und psychiatrische Störungen wie Demenz, Verhaltensauffälligkeiten und Ataxie.

## Diagnose
Diagnoseweisend ist ein erhöhter Cholestanol-Plasmaspiegel (Erhöhung um das 5- bis 10-fache), diagnosesichernd der molekulargenetische Nachweis einer CYP27A1-Mutation.

## Behandlung
Eine wirksame Behandlung der CTX besteht in der möglichst frühzeitigen oralen Verabreichung von Chenodesoxycholsäure (CDCA), die bei den Patienten fast vollständig fehlt. Kann eine Hypercholesterinämie mit CDCA allein nicht kontrolliert werden, können zusätzlich auch HMG-CoA-Reduktase-Inhibitoren (Statine) gegeben werden.